# Mahlon Hoagland
Mahlon Bush Hoagland (* 5. Oktober 1921 in Boston, Massachusetts; † 18. September 2009 in Thetford, Vermont) war ein US-amerikanischer Biochemiker, Molekularbiologe und Hochschullehrer.

## Biografie
Mahlon war der Sohn des Neurowissenschaftlers Hudson Hoagland (1899–1982) und seiner Frau Anna. Nach dem Schulbesuch studierte Hoagland Medizin an der Harvard University und war anschließend Gastforscher an der Universität Kopenhagen und der University of Cambridge. Nach seiner Rückkehr in die USA wurde er 1952 Forscher in der Abteilung für Bakteriologie und Immunologie der Harvard Medical School.
1967 nahm er einen Ruf als Professor für Biochemie am Dartmouth College in Hanover (New Hampshire) an und lehrte dort bis 1985. Zugleich war er zwischen 1970 und 1985 Wissenschaftlicher Direktor der Worcester-Stiftung für experimentelle Biologie.
Während seiner Tätigkeit als Forscher und Hochschullehrer beschäftigte er sich besonders mit den Ursachen von Krebs, der Leber-Regeneration sowie Wachstumskontrolle. Sein wichtigster wissenschaftlicher Beitrag war jedoch seine Bestätigung, dass bei der Proteinsynthese der Träger für jede Aminosäure durch eine Ribonukleinsäure-Transkription identifiziert wird. Er beschrieb auch die Rolle, die Aminosäuren bei der Proteinsynthese spielen sowie die Bildung von Ester-Verbindungen. Er schuf damit grundlegende Erkenntnisse bei der DNA-Forschung.
Für seine Erkenntnisse wurde ihm 1976 die Benjamin-Franklin-Medaille verliehen. 1958 wurde er in die American Academy of Arts and Sciences gewählt, 1984 in die National Academy of Sciences.